# 里奥马焦雷
里奥马焦雷（利古里亚语：Rimazùu）是意大利西部拉斯佩齐亚省的一个市镇，位于利古里亚海东北岸的一个河谷地带，根据传说，此镇起源于公元八世纪希腊逃犯为了逃避东罗马帝国皇帝的追杀，在此避难。里奥马焦雷因镇上的房屋被涂上传统色彩而闻名于世。